# Просіюючі поверхні

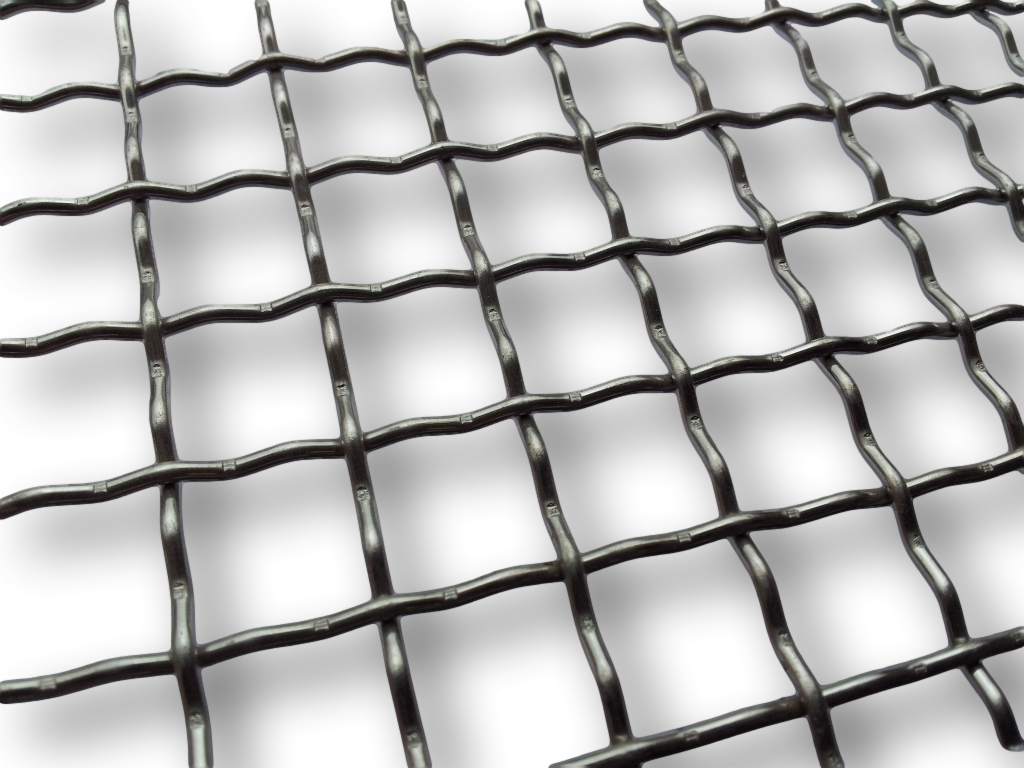
2 mesh with an intermediate crimp

Просіюючі поверхні (рос. просеивающие поверхности, англ. screening surfaces, нім. Siebflächen f pl) — робочі поверхні грохотів, на яких безпосередньо протікає процес грохочення або зневоднення. Вони мають отвори (чарунки) певної форми та розміру, через які проходять зерна підрешітного продукту та підрешітна вода. Розмір отвору просіюючих поверхонь визначається мінімальною відстанню між краями отворів на поверхні сита. Для круглих отворів розміром чарунки є діаметр, для квадратних — сторона квадрата, для прямокутних — менша сторона прямокутника, для щілинних — ширина щілини.

## Класифікація
Просіюючі поверхні розрізняють за видом, за призначенням, за матеріалом з якого вони виготовлені.
За видом
Просіюючі поверхні бувають: колосникові решітки з круглих стержнів або колосників того або іншого профілю; листові решета (штамповані, свердлені або литі); плетені, ткані сітки; струнні; струнно-тросові; набірні та інші.
За призначенням
Просіюючі поверхні бувають: для попереднього грохочення; для підготовчого та остаточного грохочення; для зневоднення й знешламлення. П.п. для розсіву корисних копалин бувають:
- — колосникові (набирають з колосників круглої, трапецієподібної, Т-подібної форми перерізу;
- — металічні дротяні сітки — ткані, стержневі і збірні з канільованого і штампованого дроту;
- — перфоровані литі, штамповані або просвердлені;
- — стрічково-струнні сита з ґуми та поліуретанових еластомерів;
- — струнно-тросові сита, які складаються з каркаса із закріпленими струнами сталевого тросу;
- — набірні у вигляді набору дисків, шнеків і т.і.

Для попереднього грохочення широко використовують колосникові і набірні сита, листові та литі сталеві, ґумові та поліуретанові сита.
Для підготовчого і кінцевого грохочення корисних копалин використовують сітки металеві дротяні, сита листові з різноманітних конструкційних матеріалів, резонуючі стрічково-струнні та струнно-тросові сита, а також деякі види сит спец. конструкцій. Для зневоднюючого грохочення використовують щілиноподібні колосникові металеві сітки та литі сита з ґуми або поліуретану, а також металеві дротяні та стержневі сітки.
За матеріалом
Залежно від матеріалу, з якого виготовлені просіюючі поверхні, розрізняють: металеві (сталь, латунь), керамічні, з еластичних матеріалів (еластомери, полімери, ґума, тканини). П.п. з еластомерів мають підвищену стійкість до абразивного зносу (спрацювання), до багаторазових ударних і знакозмінних навантажень, не схильні до корозії, знижують подрібнення матеріалів і рівень ви-робничого шуму. Завдяки своїм пружним властивостям такі П.п. технологічно ефективніші, оскільки вони не схильні до залипання вологим матеріалом.
Основними параметрами просіюючих поверхонь є розмір чарунки сита та площа живого перерізу. Останній дорівнює відношенню площі всіх отворів до загальної площі сита.

## Різновиди

### Колосникові решітки
Колосникові решітки застосовують для підготовчого грохочення — виділення крупних класів при відстані між колосниками не менше 50 мм.
На рудних збагачувальних фабриках колосникові решітки установ-люються перед дробарками крупного дроблення для відділення матеріалу крупністю менше 200—300 мм. Оскільки на колосникову решітку надходить руда крупністю до 1000—1200 мм, колосники виготовлюють з двотаврових балок та захищають їх плитами з марганцевистої сталі.

### Штамповані сита
Штамповані сита з листової сталі застосовуються для попереднього грохочення при просіванні по крупності від 5 до 150 мм. Решета виготовлюються із сталевих листів методом штампування (марки сталі Ст. 3, Х18Н9Т, Х17Н13МЗТ). Отвори в решетах можуть мати круглу, квадратну, прямокутну або овальну форму і розташовуватися в шаховому порядку або «у ялинку».

### Сита струнного типу
Струнні сита призначені для грохочення вологих сипких матеріалів.

### Щілинні сита
Щілинні сита збирають з окремих дротяних колосників трапецієвидного перетину. Дротяні колосники скріплюють з'єднувальними шпильками діаметром 8 — 12 мм, що розташовані на відстані 80 — 120 мм.

### Еластичні просіюючі поверхні
Просіюючі поверхні еластичні (рос. просеивающие поверхности эластичные англ. elastic screening surfaces, нім. elastische Siebflächen f pl) — робочі поверхні грохотів, відсаджувальних машин та інших збагачувальних апаратів. П.п.е. призначені для установки на всі типи вібраційних, хитких і нерухомих грохотів, на барабанні грохоти і бутари для класифікації вугілля, піску, щебеню, руд чорних та кольорових металів, вогнетривких, абразивних матеріалів при крупності поділу від 0,1 до 100 мм.
Відмінні особливості і переваги П.п.е.: — високий термін служби; — відсутність залипання і застрявання в чарунках матері-алу (здатність до самоочищення); — висока ефективність грохочення від 92 до 98 %; — висока ремонтоздатність і мінімальні витрати на обслуговування; — зменшення динамічних навантажень на вузли грохота (дозволяє збільшити термін служби грохота); — значне зниження шуму ; — можливість варіювати розмірами і формою чарунок для зміни технологічних показни-ків класифікації в залежності від сировинної бази і вимог замовника.
П.п.е. використовують на в у г л е з б а г а ч у в а л ь н и х і к о к с о х і м і ч н и х підприємствах (підготовка машинного класу (60–6 мм); зневоднення концентрату, породи і шламів (15–7 мм) (1–0,1 мм); знешламлення (2–0,5 мм); розсортування готової продукції (25–3 мм); відсадка (6–4 мм), на г і р н и ч о — м е т а л у р г і й н и х підприємствах (сухе попереднє і контрольне грохочення (90–6мм); міжстадійне мокре грохочення на бутарах (50–1мм); підготовка доменної шихти (60–30мм); шлакопереробка (60–8мм), на підприємствах з п е р е р о б к и б у д і в е л ь н и х м а т е р і а л і в (класифікація і промивання щебеню (50–0,5мм); відмивання піску (4–0,1мм).

## Поширення
Найбільше поширення у гірничій промисловості отримали сітки із сталевого рифленого дроту з квадратними чарунками. Виготовляють три види цих сіток: частково-рифлені (ЧР), рифлені (Р) та складно-рифлені (СР) шириною 1–2,5 м з дроту низьковуглецевої, високолегованої або високоманґанистої сталі. Для сухого грохочення вологих сипких продуктів використовують арфовидне сито різних конструкцій, тонколистові штамповані ґумові та поліуретанові сита, а також резонуючі стрічково-струнні і струнно-тросові сита, що забезпечують високі показники грохочення внаслідок великого живого перерізу і хорошого самоочищення.
На підприємствах вугільної промисловості використовуються сита з розмірами чарунки від 0,2 до 100 мм, а на підприємствах рудної та будівельної промисловості — від 0,04(0,02) до 100 мм.

## Виготівники
Провідні виготівники П.п. в Україні: Харцизький сталедротовоканатний з-д, Моспинський РМЗ, Луганський з-д ім. О. І. Пархоменка, еластичних П.п. ЗАТ «АНА-ТЕМС»; в Європі — «Steinhaus»(ФРН), TRELLEBORG (Швеція), SVEDALA (Швеція), ZPTS (Польща) та ін.

## Цікаво
Дротяні, свердлені та ін. сита були відомі здавна. Так зокрема Георгіусом Агріколою в його відомому творі «De Re Metallica» («Про гірництво та металургію», 1556 р.) описано:
Дротяні сита: "Решето зазвичай має в поперечнику 1 лікоть і ½ фути в глибину, і його дно має настільки малі отвори, що крізь нього просіваються лише зерна руди, не крупніші горошин. Дно його складається із залізного дроту, натягнутого хрест-навхрест на залізний обруч і в місцях переплетень пов'язаного залізними вусиками і підпертого двома перехресними залізними прутами. Барабан сита — дерев'яний, зроблений у формі бочки, опоясується двома залізними ободами; інші оперізують його горіховим або дубовим обіддям, але в такому випадку — трьома. "
Свердлені або вибиті отвори у суцільній площині сита: 1) на дерев'яній основі: «застосовують також великий ящик, дно якого виготовляють з дощок з безліччю отворів»; 2) на металевій основі: «…отвори мідного дна короткого ящика…».
Крім того, в давній Чехії для просіювання руди використовували кошик, сплетений з вербової лози.